# Otto Pendl

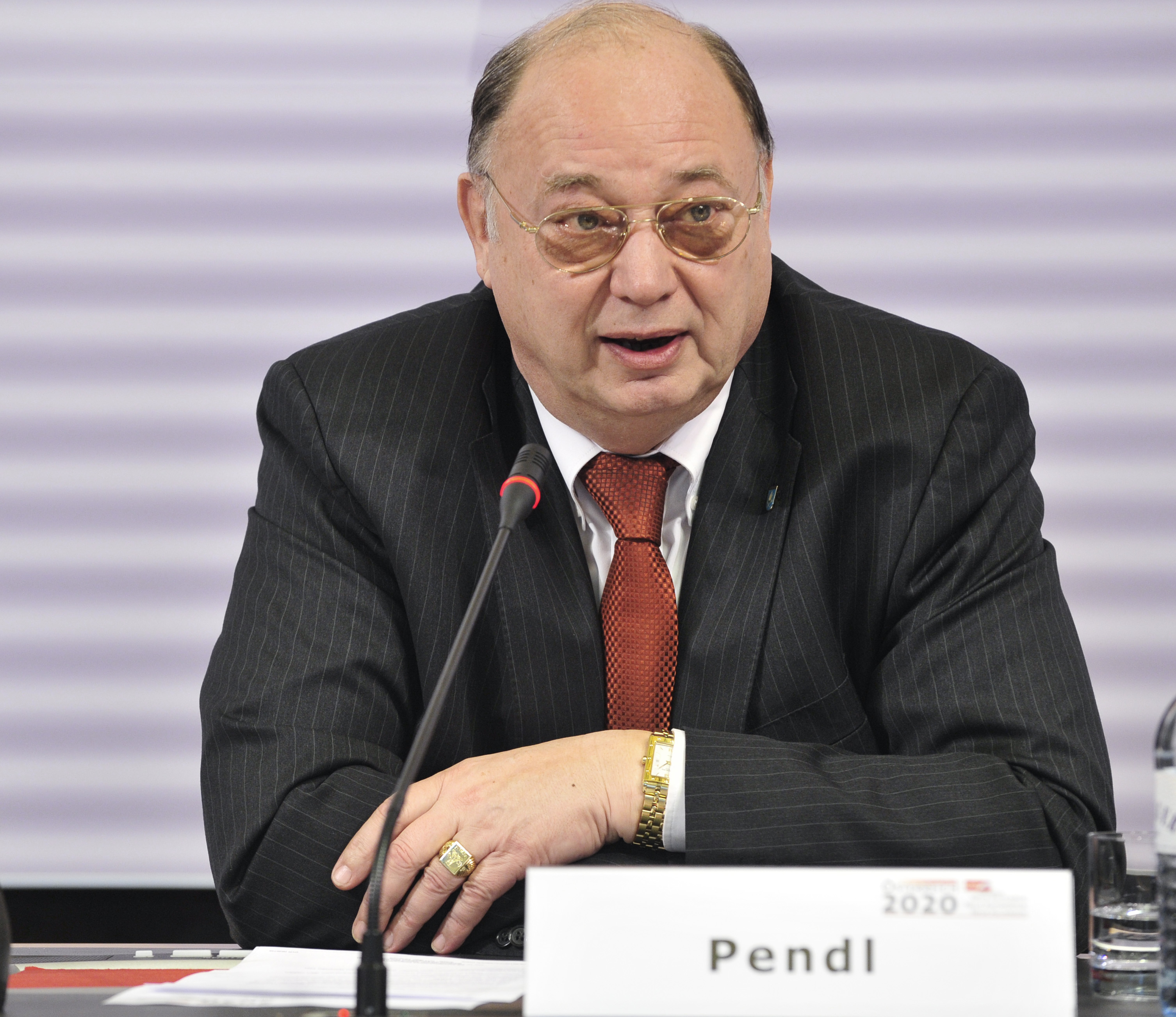
Otto Pendl (2011)

Otto Pendl (* 29. Oktober 1951 in Trumau, Niederösterreich; † 10. November 2021) war ein österreichischer Politiker der sozialdemokratischen Partei (SPÖ). Von 1998 bis 2017 war er Abgeordneter zum Nationalrat.

## Biografie
Otto Pendl erlernte nach Abschluss der Pflichtschule den Beruf Starkstrommonteur und war ab 1975 Justizwachebeamter in Wien.
Pendl war ab 1998 Bürgermeister der Marktgemeinde Trumau, Bezirksparteivorsitzender der SPÖ Baden, ab 17. September 1998 Abgeordneter zum Österreichischen Nationalrat und Präsident des Arbeiter-Samariter-Bund (ASBÖ) Niederösterreich, sowie ab 2009 Vizepräsident des Bundesverbandes des ASBÖ.
Größere Bekanntheit erreichte Pendl im Herbst 2012 als SPÖ-Fraktionsführer im Untersuchungsausschuss zur Klärung von Korruptionsvorwürfen.
Am 17. Mai 2013 wurde bekannt, dass Otto Pendl seine Funktion als Bürgermeister nach den Feierlichkeiten zum 875-jährigen Bestehen der Marktgemeinde Trumau zurücklegte. Abgeordneter zum Nationalrat sowie Spitzenkandidat des Wahlkreises für die folgende Nationalratswahl blieb er aber weiterhin. Er wurde in Trumau bestattet.

## Funktionen im Nationalrat
Otto Pendl war in der XXIV. Legislaturperiode in folgenden Ausschüssen tätig:
- Obmann im Ausschuss für innere Angelegenheiten
- Obmannstellvertreter im Immunitätsausschuss, Unvereinbarkeitsausschuss, Ständiger Unterausschuss des Ausschusses für innere Angelegenheiten
- Schriftführer im Geschäftsordnungsausschuss
- Mitglied im Ausschuss für innere Angelegenheiten, Immunitäts-, Geschäftsordnungs-, Justiz- und Verfassungsausschuss, Ständiger Unterausschuss des Ausschusses für innere Angelegenheiten
- Ersatzmitglied im Volksanwaltschaftsausschuss

## Auszeichnungen
- Silberne Medaille für Verdienste um die Republik Österreich
- 2007: Großes Goldenes Ehrenzeichen für Verdienste um die Republik Österreich[6]
- 2010: Verdienstzeichen des Niederösterreichischen Landesfeuerwehrverbandes 1. Klasse in Gold
- 2012: Silbernes Komturkreuz des Ehrenzeichens für Verdienste um das Bundesland Niederösterreich
- 2013: Weltmenschpreis (vergeben durch den Weltmenschverein)
- 2016: Ehrenpreis „Pro Defensione“[7]
- 2016: Militär-Verdienstzeichen[8]
- 2017: Komturkreuz des Landes Burgenland
- 2017: Großes Ehrenzeichen des Landes Steiermark[9]
- 2017: Silvesterorden (Ordo Sancti Silvestri)
- 2018: Großes Goldenes Ehrenkreuz vom Orden des Heiligen Georg
- 2018: Großes Ehrenzeichen des Landes Kärnten
- 2021: Goldenes Ehrenzeichen für Verdienste um das Land Wien[10]